# Mitsuhiro Seki
Mitsuhiro Seki (関 光博 Seki Mitsuhiro?), född 8 maj 1982 i Tokyo prefektur, är en japansk fotbollsspelare.
Seki började sin karriär 2005 i Roasso Kumamoto. Efter Roasso Kumamoto spelade han för Giravanz Kitakyushu, Tokyo Verdy, Kagoshima United FC och Fujieda MYFC.